# Aleksandra Leliwa-Kopystyńska

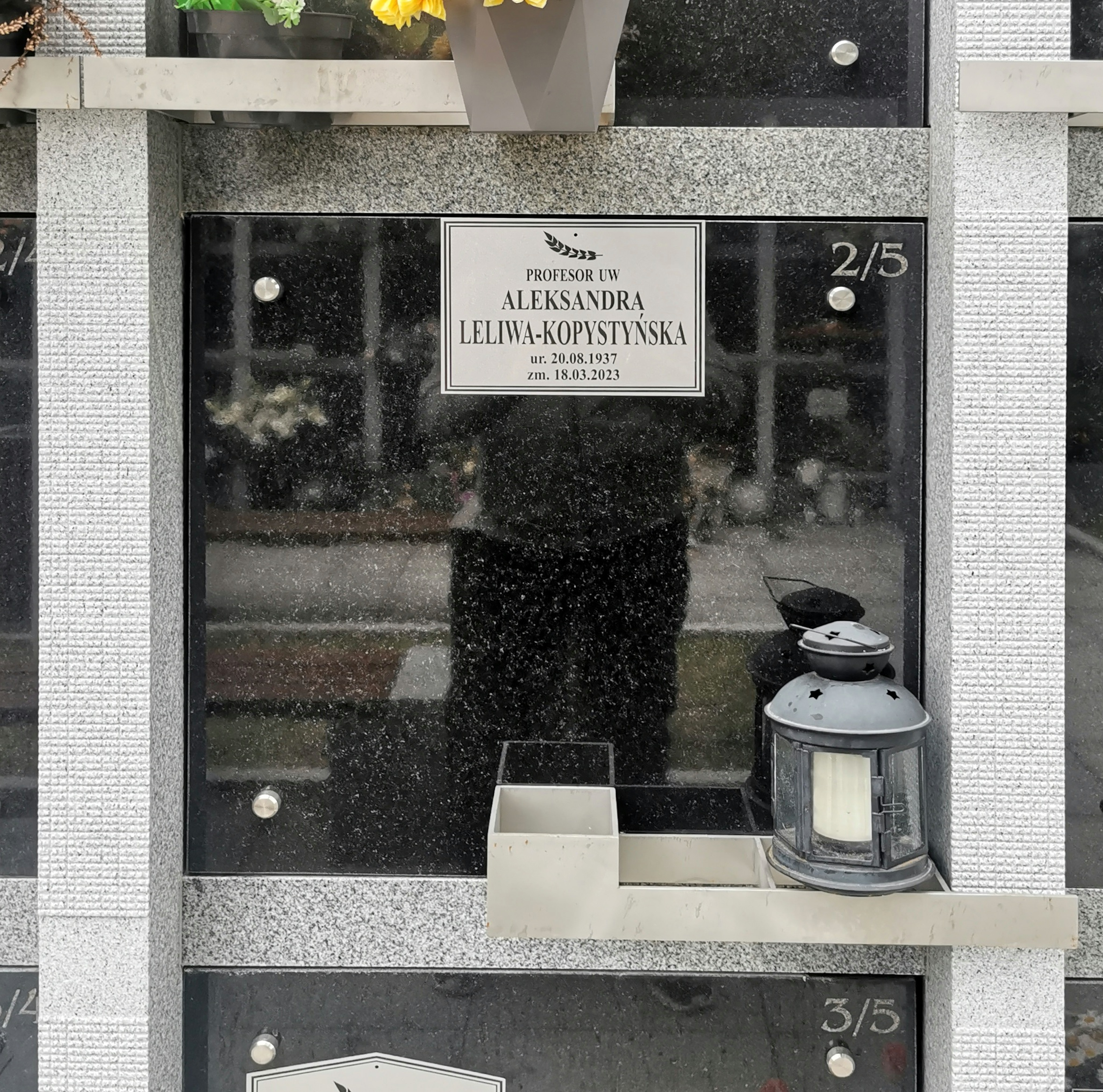
Grób Aleksandry Leliwy-Kopystyńskiej na Cmentarzu Wojskowym na Powązkach w Warszawie

Aleksandra Halina Leliwa-Kopystyńska, z domu Śmietanowska (ur. 20 sierpnia 1937 w Warszawie, zm. 18 marca 2023 w Warszawie) – polska fizyczka, profesor Uniwersytetu Warszawskiego. W latach 2018–2022 przewodnicząca Stowarzyszenia Dzieci Holocaustu (SDH).

## Życiorys
Urodziła się w rodzinie polsko-żydowskiej, jako córka Józefa Śmietanowskiego, starszego sierżanta Wojska Polskiego, odznaczonego Medalem Niepodległości zamordowanego w 1942 i Ireny z domu Waksenbaum. Okres II wojny światowej wraz z matką i starszym bratem Stefanem (ur. 1930) przetrwała w dużej mierze dzięki pomocy rodziny Paców.
Specjalizowała się w fizyce atomowej, fizyce doświadczalnej oraz spektroskopii atomowej i cząsteczkowej. Przez wiele lat była pracownikiem naukowym Instytutu Fizyki Doświadczalnej im. Stefana Pieńkowskiego Uniwersytetu Warszawskiego. Była członkiem Polskiego Towarzystwa Fizycznego, w latach 2002-2003 pełniła w nim funkcję sekretarza generalnego. Była inicjatorką powstania Sekcji Kobiet w PTF, pełniła w niej funkcję przewodniczącej komisji rewizyjnej. Była także członkinią Stowarzyszenia Dzieci Holocaustu, którego od 2009 była wiceprzewodniczącą, a w latach 2018-2022 przewodniczącą. Wchodziła w skład Kolegium Społecznego Muzeum Historii Żydów Polskich Polin w Warszawie.

## Publikacje
- Wykłady z fizyki atomu (1989, ISBN 83-01-08829-X)
- Informacja obrazowa: własności i detekcja promieniowania e-m, psychologia widzenia, przetwarzanie obrazów (1992, współautor, ISBN 83-204-1277-3)